# Erik Drake (militär)
Erik Drake, född 17 april 1625 på Göberga i Linderås socken, död där 19 mars 1673, var en svensk militär och hovman. Han var son till Knut Drake (död 1627).

## Biografi
Efter att ha studerat vid skolan i Gränna 1637-1638 blev Drake 1639 volontär i armén. Om hans insatser under trettioåriga kriget är mycket litet känt. I ett senare brev berättar han dock att han blivit skjuten två gånger, en gång genom armen och en gång i livet. Han blev 1644 fänrik vid Älvsborgs regemente, 1645 löjtnant vid livgardet och 1646 kapten där. Under 1646 befann han sig i Värmland och Dalsland för att värva ett kompani dragoner, möjligen var det kopplat till skador han ådragit sig under kriget. 1650 var han ryttmästare vid ett kompani som utgjorde resterna av den avsatte överste William Barclays regemente.
1654 blev han kammarherre hos arvprinsen Karl Gustav och major till häst. 1655 blev han dennes generaladjutant. Från juni 1656 var han kommendant i Tykocin och efter Tredagarsslaget vid Warszawa fick han i uppdrag att med ett spaningsförband baserat i Rajgród följa polackernas rörelser på andra sidan Narew och Västra Bug. Som kommendant i Tykocin gjorde han flera lyckade utfall mot polackerna och orsakade dem svåra förluster men tvingades till slut att ge upp fästningen. I slaget vid Lyck, där han då tjänstgjorde som överstelöjtnant vid överste Taubes till Janusz Radziwiłł överlåtna kavalleriregemente undkom med blotta förskräckelsen. Erik Drake tjänstgjorde egentligen då som generaladjutant och det var under ett uppdrag å kungens vägnar han råkade befinna sig vid hären då striden bröt ut och då ställt sig till förfogande som adjutant åt generalen Israel Ridderhielm, som tillfångatogs och ej frigavs förrän vid fredsslutet.
Omedelbart efter slaget utsågs Drake befälhavare över ett regemente som tidigare tillhört Ridderhielm. Den 8 juli 1657 utförde han sin största bragd under kriget, då han under ett utfall från Thorn och med 600 ryttare besegrade den polska adelshären med en styrka på 4.000 man. Försvaret att Thorn som sköttes kommendanten generalmajor Barthold Hartwig von Bülow med stöd av Drake och lyckades under ett och ett halvt år binda stora delar av den polska hären och de österrikiska hjälptrupperna men tvingades 20 december 1658 att kapitulera.
Han var 1659 överste för ett värvat kavalleriregemente 1659 och 1660 överste för Kronobergs regemente och överste för Jönköpings regemente senare samma år. Han förde under Karl X Gustavs sista år befälet vid norska gränsen, där han slog tillbaka ett fientligt kavallerianfall. Under krisen efter kungens död försvarade Drake Adolf Johan av Pfalz-Zweibrücken, som han haft nära kontakter med under tiden i Preussen. Erik Drake erhöll 1666 fullmakt på landshövdingeämbetet i Kristianstads län, men tillträdde aldrig. I stället blev han samma år generalmajor och häradshövding i Norra och Södra Vedbo härader. 1672 utnämndes han till vice generalguvernör i Pommern. I samband med detta började det spridas rykten om Drakes insatser under slaget vid Lyck, och att han skulle ha låtit Ridderhielm bli tillfångatagen för att kunna få överta hans regemente. Som upphovsman till ryktena spårades översten Hans Ulfsparre. Ridderhielm själv hade avlidit 1669 och kunde inte dementera uppgifterna, och Erik Drake krävde rättslig undersökning av ärendet. Generalkrigsrätten kunde dock inte ena sig, och uppmanade parterna att förlikas. En förlikning skedde också, men Drake kunde inte glömma oförrätten, och 23 januari 1673 utmanade han Ulfsparre på duell. Efter långa förhandlingar beslutade man att utkämpa duellen i Fredrikshald, då dueller var förbjudna i Sverige. Den planerade duellen avslöjades dock för myndigheterna, som ingrep och förhindrade en duell. Ulfsparre som å sin sida såg sig lika kränkt tog dock senare tillfället i akt och överföll Drake då han på väg hem till Göberga då han passerade Svartån vid Tranås kvarn. Drake sårades så svårt att han avled åtta dagar senare.
Hans Ulfsparre dömdes till döden men kom senare att benådas i samband med Karl XI:s kröning.
Erik Drake var en betydande godsägare. Förutom Göberga med Oberga samt Hackerstad i Å socken som han ärvde efter sina föräldrar men bytte bort 1662 ägde han ett flertal hemman och gods i Småland och Östergötland.